# Franz-Josefs-Höhe
Vyhlídka Kaiser Franz Josefs Höhe se nachází ve Vysokých Taurách nadmořské výšce 2369 m u Gletscherstraße (Ledovcová silnice) ve spolkové zemi Korutany v Rakousku. Je součástí vysokohorské silnice Großglockner-Hochalpenstraße, slepá odbočka k vyhlídce měří 8,7 km.

## Historie
Rozhledna byla pojmenována po návštěvě císařského páru Františka Josefa I. a císařovny Alžběty Bavorské v roce 1856. Dvacetišestiletý panovník chtěl vidět ledovec Pasterze, a tak se vydal z  Heiligenblutu na čtyřhodinovou cestu se svým doprovodem. Na plošině je umístěna pamětní deska, která upozorňuje na tuto událost. Císařovna vystoupala níže na plošinu, která nese její jméno. V roce 1876 byl zde postaven Glocknerhaus s prostorem pro 40 osob.
Z vyhlídkové terasy je nádherný výhled na nejvyšší vrchol Rakouska Großglockner a ledovec Pasterze, největší ledovec Východních Alp, na severozápad Glocknerwand s údolím Johannisberg.
K vyhlídce byla v roce 1932 postavena Gletscherstraße o délce 8,7 km. V roce 1963 byla dána do provozu 150 m dlouhá pozemní lanová dráha (Pasterze Gletscherbahn) z vyhlídky k hraně ledovce Pasterze. Protože ledovec odtál a jeho hrana se posunula do vyšších poloh, vede k němu asi tři sta metrů dlouhé schodiště.
Z vyhlídkové plošiny Franz Josefs Höhe vede značená vyhlídková trasa pod ledovec Wasserfallwinkel. Cesta vede šesti tunely a následně skalní krajinou.
Na vyhlídce Kaiser Franz Josefs Höhe jsou venkovní i krytá vícepodlažní parkoviště, návštěvnické centrum, nejvýše položená výstava automobilů a motocyklů, Glocknerská panoramatická místnost, Glocknerské kino, několik restaurací a prodejen suvenýrů.